# Pedro Tenorio Matanzo
Pedro Tenorio Matanzo (Madrid, 8 de octubre de 1953 - Talavera de la Reina, 25 de abril de 2021) fue un poeta y profesor español de lengua y literatura.

## Biografía
Nacido el 8 de octubre de 1953 en el seno de una familia numerosa, de la que fue el mayor de siete hermanos. En 1979 comenzó su labor docente como profesor de Lengua y Literatura Española. En 1982 se trasladó a Talavera de la Reina, donde vivió el resto de su vida, trabajando como docente en diversos institutos talaveranos, así como en el Centro Regional de Formación del Profesorado de Castilla-La Mancha y en el centro talaverano asociado de la UNED.
Compartió sus últimos veinte años de vida con Prado Garvín. Falleció el domingo 25 de abril a causa del COVID-19 en el hospital talaverano de Nuestra Señora del Prado, donde llevaba ingresado varios meses.
Aunque su vida profesional estuvo dedicada a la enseñanza y a la didáctica de la literatura, su interés literario se centró desde su juventud en la exploración de las formas de expresión poética.  

## Obras

### Poesía
Su obra poética está caracterizada por "por una gran riqueza verbal y metafórica y un humanismo cercano y preocupado por el dolor ajeno". Entre sus poemarios destaca "La Luz se calla", calificado por el propio Pedro Tenorio como “un canto de dolor” por la muerte de su hijo Jorge. La obra, prologada por el poeta y periodista Alfredo J. Ramos Campos, va acompañada de un tema del músico talaverano Luis Martín, líder de ‘Lobos Negros’, inspirado en los versos de Tenorio. En ésta y en otras obras poéticas usó el río Tajo que tanto amaba "como mera excusa para tratar de temas que al poeta le resultaban mucho más propicios, como el paso y el peso del tiempo". Su último poemario publicado, "La piel del agua", transcurre por los sentimientos de amor, de pasión y de sosiego de una pareja libre de culpa tras haber sido expulsada del paraíso y ha sido considerado como un libro de poesía en mayúsculas.
Poemarios
- Muertos para una exposición. 1984.[7]
- Evila. 1991.[8]
- Los cuerpos y las noches. 2010.[9]
- La luz se calla.2013.[10]
- A este lado del Evila. 2014.[11]
- La piel del agua. 2017.[12]
- El río, su derrota y el remero"'. 2021.[5][13]
- El sonido y la materia. 2021. Con fotografías de obras de Antonio Olmos y prologado por Miguel Ángel Curiel.[14][15]

Poemas sueltos publicados
- Figuración de la duda. 1984.[16]
- Esos puntos de luz con que te alzo. 1984.[17]
- Puntos dados al alba. 1984. Recitado por Mercedes Regidor en 2021.[15]
- Metamorfosis/Nube. 1984. Recitado por Mercedes Regidor en 2021.[15]
- Triángulo equilátero. 1984. Recitado por José Pulido en 2021.[15]
- Parábola en final descendente. 1984. Recitado por Ana Orenga en 2021.[15]
- Figuración primera. 1984. Antologado en 2021.[18]
- Los collares del agua. 1984. Antologado en 2021.[18]
- Figuración del agua. 1984. Antologado en 2021.[18]
- Metamorfosis/Día. 1984. Antologado en 2021.[18]
- Llanto inicial. 2007.[19] También publicado como El llanto de la luz. 2009.[20] Recitado por Luis González en 2021.[15]
- Sueños imposibles. 2007.[21] Recitado por Mercedes Regidor en 2021.[15]
- Manual de admoniciones. 2007.[22]
- Tratado de geometría. 2010.[23]
- Los castigos y las hostilidades. 2010.[24]
- El manantial que alienta los naranjos. 2010.[25]
- Las ensimismaciones. 2011.[26]
- Unos versos en tu espalda y tus escritas piernas. 2014. Recitado por Beatriz Gómez en 2021.[15]
- Los nombres en tu boca. 2014. Recitado por Ángel Ballesteros en 2021.[15]
- Desde san Prudencio. 2012.[27]
- Amazona después de la batalla. 2012.[28][29]
- La dicha es blanca. 2012.[30]
- Ay, Haití. 2012.[31]
- El óxido del agua. 2013.[5] Recitado por Antonio San Miguel en 2021.[15]
- La hoja de la acacia. 2013. Recitado por Alfredo Alonso en 2021.[15]
- Dos pájaros. 2013. Recitado por César Pacheco en 2021.[15]
- Haiku. 2013[5]
- Albada. 2014.[32]
- Puente viejo I. 2016.[5]
- Reflejos desconcertados. 2016.[33]
- Como lenguas del tul de tu vestido. 2017.[6]
- Mañana las tejas serán cuajo alabeado. 2017.[6]
- La embriaguez del otoño. 2017. Recitado por Benjamín Fernández en 2021.[15]
- Aún la luz. 2017. Recitado por Julián Garvín en 2021.[15]
- Seguramente ahora. 2017. Recitado por Óscar Alonso en 2021.[15]
- Los latidos del viento. 2017. Recitado por Sagrario Pinto en 2021.[15]
- Tus labios que dicen yo me muero. 2017. Cantado por Javier Ahijado en 2021.[15]
- Contemplación del místico. 2017. Cantado por Javier Ahijado en 2021.[15]
- La derrota de Ulises, mi derrota. Antologado en 2020.[34] Recitado por su autor, Pedro Tenorio, en 2020.[35]
- El triunfo mudo de la primavera. 2020. Recitado por su autor, Pedro Tenorio, en 2020.[36]
- El Sol, el puente y el río. Inédito. Recitado por Pablo Rojas en 2021.[15]
- Barca de María. Inédito. Recitado por Antonio Olmos en 2021.[15]
- Cielo, tierra y mar. Inédito. Recitado por Antonio Olmos en 2021.[15]
- Bosque nº 6. Inédito. Recitado por Antonio Olmos en 2021.[15]

### Otros textos
Además de su obra poética, escribió libros de didáctica de literatura, en la que se especializó en la Universidad de Málaga, así como algunos artículos en revistas especializadas. 
Didáctica de la literatura
- Literatura COU-Selectividad. Modelos de comentarios y análisis crítico. 1985.[37][38][39]
- Iniciación a la literatura española en lengua castellana. 1991.[40]
- El aprendizaje significativo de la literatura. 1992.[41]

Relatos y artículos
- Notas para un estudio de la Sociología de la Literatura en España. 1978.[42]
- La Ramoneta cuenta su historia... 1996.[43]
- Un entremés inédito de Juan de Pineda (Estudio y edición del entremés del Doctor Chamorro). 2007.[44]
- Los apodos de Hoyo de Manzanares. 2017.[45]

Cine y teatro
- Las dos reinas: dos mujeres para la historia. Adaptación al teatro del guion cinematográfico encargado por Benedicto Tapetado. Estrenada por la compañía Aldahuí en las murallas de la calle Carnicerías de Talavera de la Reina el 28 de agosto de 2021.[46]

Libros prologados
- Los versos vivos: Poemario de Julián Garvín Serrano. 2014.[47]
- .Entre versos: antología. 2016.[48]

## Distinciones
- Accésit del premio de poesía "Rafael Morales" (Talavera de la Reina, 1984) por "Muertos para una exposición".[33]
- Ganador del IV Certamen de Poesía “Paco Gandía”, de la Asociación Itimad (San Juan de Aznalfarache, 2009) por "El manantial que alienta los naranjos".[25]
- Mención de Honor en el I Certamen de Poesía “Poeta Juan Calderón Matador” (2009) por "El llanto de la luz" [20]
- Premio del Certamen Premio de Poesía, de la Asociación “Apolo y Baco” (Sevilla, 2009), por “Los cuerpos y las noches” [33]
- Premio de poesía “Hilario Ángel Calero” (Pozoblanco, Córdoba, 2009). Por “El corazón del agua”.[49]
- Premio de Poesía Ateneo Riojano. 2009.[50]
- Premio "Gil de Biedma" (Nava de la Asunción, Segovia, 2010), por "Los castigos y las hostilidades".[51][33]
- Premio "Poeta Juan Calderón Matador" (2014) por "A este lado del Evila".[33][52]
- Primer Finalista Premio "Gertrudis Gómez de Avellaneda" (Sevilla, 2014), por “Albada”.[32]

## Homenajes
Su fallecimiento recibió no solo la atención de la prensa, sino multitud de muestras de admiración y cariño por parte de amigos, poetas, cantautores y representantes políticos.
A pesar de las restricciones debidas a la pandemia del COVID-19, tanto en Hoyo de Manzanares (pueblo madrileño en el que pasó sus veranos de infancia y adolescencia), como en Talavera de la Reina (donde reunió durante sus últimos años en su casa de Las Herencias a un nutrido grupo de poetas, cantautores y amigos) se organizaron homenajes con lecturas e interpretaciones musicales de sus poemas, además de la lectura de poemas dedicados al Pedro poeta, maestro y amigo.
Uno de los homenajes de los que más hubiera disfrutado el poeta fue la lectura de sus poemas en 11 diferentes idiomas por alumnos de los colegios El Prado, Bartolomé Nicolau y Lope Vega, durante la semana de arte alternativo “Talavera negra”